# Inštitut za patristične študije Teološke fakultete v Ljubljani
Inštitut za patristične študije Victorinianum je znanstveno-raziskovalni inštitut, ki deluje v okviru Teološke fakultete Univerze v Ljubljani.
Predstojnik inštituta je dr. Miran Špelič. Inštitut spodbuja prevajanje patrističnih besedil, pripravlja patristične študijske dneve in skrbi za popularizacijo patristike. Pri delu se opira zlasti na zunanje sodelavce.